# 焦志敏
焦志敏（1963年12月1日—），女，祖籍吉林，生于黑龙江伊春，中国退役乒乓球运动员。

## 生平
焦志敏成名于1983年五运会，她接连击败耿丽娟、戴丽丽、曹燕华三位世界冠军，从而被国家女队教练张燮林看中，开始了国家队生涯。1985年获运动健将称号。1987年获国家体委授予的体育运动荣誉奖章。1987年新德里世乒赛，焦志敏作为中国女队的一员，获得该届赛事的女子团体冠军。
1988年汉城奥运会，焦志敏与陈静、李惠芬出战奥运会首届乒乓球比赛。在率先进行的女子双打比赛中，焦志敏与陈静作为中国队唯一一队参赛组合打入决赛，但因发挥不佳负于韩国的梁英子/玄静和组合。其后的单打比赛中，焦志敏与李惠芬、陈静携手杀入四强。为了保证金牌不会旁落外国选手，焦志敏在半决赛让球于队友李惠芬，其后在铜牌战中3:0击败捷克的赫拉霍娃，夺得季军。
1989年，焦志敏退役，结束了乒乓球运动员生涯，自费前往瑞典留学，旋即与秘密交往多年的韩国前国手安宰亨登记结婚。婚后的焦志敏随丈夫移居韩国，曾进入韩国娱乐圈发展。2004年，焦志敏回到北京组建全天通信息咨询服务有限公司，出任董事长一职。

## 家庭
丈夫安宰亨、两人结识于1984年亚洲乒乓球锦标赛。由于当时中韩两国尚未建交，加上韩国媒体的疯狂炒作，两人的恋情一度分分合合。直到焦志敏退役后，两人终于结为夫妻。儿子安秉勋出生于1991年，为一名高尔夫球运动员，2009年夺得全美业余高尔夫锦标赛冠军。

## 技术特点
焦志敏左手横拍两面攻打法，擅长快攻。扣杀凶狠，步法灵活。